# FIVB Volleyball Challenger Cup 2023 (damer)
FIVB Volleyball Challenger Cup  2023 spelades mellan 27 och 30 juli 2023 i Laval i Frankrike. Det var den fjärde upplagan av turneringen, som arrangeras av FIVB, och åtta landslag deltar. Frankrike vann tävlingen genom att besegra Sverige i finalen och kvalificerade sig för Volleyball Nations League 2024.

## Arenor
|                                                          |  |  |
|                                                          |  |  |
| Espace Mayenne Stad: Laval Kapacitet: 4 500 Öppnad: 2021 |  |  |

## Format
Tävlingen genomförs i cupformat med kvartsfinaler, semifinaler och final. För att bestämma slutspelsträdet seedas lagen utifrån FIVB:s världsranking (men värdnationen rankas automatiskt som bäst av de deltagande lagen)..

## Deltagande lag
| Lag           | Kvalificerad genom                               | Deltog senast |
| ------------- | ------------------------------------------------ | ------------- |
| Kroatien (25) | Nedflyttade från Volleyball Nations League 2023  | Kroatien 2022 |
| Kenya (29)    | Högst ranking i CAVB                             | Debut         |
| Colombia (17) | Högst rankad i CSV                               | Kroatien 2022 |
| Frankrike     | Värdland                                         | Kroatien 2022 |
| Mexiko (19)   | Vinnare av NORCECA International Final Four 2022 | Debut         |
| Sverige (28)  | Finalist i European Golden League 2023           | Debut         |
| Ukraina (20)  | Vinnare av European Golden League 2023           | Debut         |
| Vietnam (47)  | Vinnare av AVC Challenge Cup 2023                | Debut         |

## Turneringen
|  | Kvartsfinaler | Kvartsfinaler |         |           | Semifinaler | Semifinaler |         |                     | Final               | Final |  |
|  |               |               |         |           |             |             |         |                     |                     |       |  |
|  | Frankrike     | 3             |         |           |             |             |         |                     |                     |       |  |
|  | Frankrike     | 3             |         |           |             |             |         |                     |                     |       |  |
|  | Vietnam (47)  | 0             |         |           |             |             |         |                     |                     |       |  |
|  | Vietnam (47)  | 0             |         | Frankrike | 3           |             |         |                     |                     |       |  |
|  |               |               |         | Frankrike | 3           |             |         |                     |                     |       |  |
|  |               |               | Ukraina | 0         |             |             |         |                     |                     |       |  |
|  | Ukraina (20)  | 3             | Ukraina | 0         |             |             |         |                     |                     |       |  |
|  | Ukraina (20)  | 3             |         |           |             |             |         |                     |                     |       |  |
|  | Kroatien (25) | 1             |         |           |             |             |         |                     |                     |       |  |
|  | Kroatien (25) | 1             |         | Frankrike | 3           |             |         |                     |                     |       |  |
|  |               |               |         |           |             |             |         |                     |                     |       |  |
|  |               |               | Sverige | 1         |             |             |         |                     |                     |       |  |
|  | Colombia (17) | 3             | Sverige | 1         |             |             |         |                     |                     |       |  |
|  | Colombia (17) | 3             |         |           |             |             |         |                     |                     |       |  |
|  | Kenya (29)    | 1             |         |           |             |             |         |                     |                     |       |  |
|  | Kenya (29)    | 1             |         | Colombia  | 1           |             |         | Match om tredjepris | Match om tredjepris |       |  |
|  |               |               |         | Colombia  | 1           |             |         |                     |                     |       |  |
|  |               |               | Sverige | 3         |             |             |         |                     |                     |       |  |
|  | Mexiko (19)   | 2             | Sverige | 3         |             |             | Ukraina | 1                   |                     |       |  |
|  | Mexiko (19)   | 2             |         |           |             |             | Ukraina | 1                   |                     |       |  |
|  | Sverige (28)  | 3             |         |           | Colombia    | 3           |         |                     |                     |       |  |

### Kvartsfinaler
| 27 juli 2023 Espace Mayenne, Laval Speltid: 17:00 Åskådare: | Frankrike | 3 - 0 | Vietnam  | 25-20, 25-16, 25-17              |
| 27 juli 2023 Espace Mayenne, Laval Speltid: 20:30 Åskådare: | Ukraina   | 3 - 1 | Kroatien | 25-15, 25-15, 18-25, 25-19       |
| 28 juli 2023 Espace Mayenne, Laval Speltid: 17:00 Åskådare: | Mexiko    | 2 - 3 | Sverige  | 25-20, 25-19, 20-25, 22-25, 5-15 |
| 28 juli 2023 Espace Mayenne, Laval Speltid: 20:30 Åskådare: | Colombia  | 3 - 1 | Kenya    | 25-22, 21-25, 25-23, 25-19       |

### Semifinaler
| 29 juli 2023 Espace Mayenne, Laval Speltid: 17:00 Åskådare: | Frankrike | 3 - 0 | Ukraina | 25-10, 25-20, 25-22        |
| 29 juli 2023 Espace Mayenne, Laval Speltid: 20:30 Åskådare: | Colombia  | 1 - 3 | Sverige | 17-25, 17-25, 25-22, 17-25 |

### Match om tredjepris
| 30 juli 2023 Espace Mayenne, Laval Speltid:13:30 - Åskådare: | Ukraina | 1 - 3 | Colombia | 23–25, 25–12, 24–26, 22–25 |

### Final
| 30 juli 2023 Espace Mayenne, Laval Speltid:17:00 - Åskådare: | Frankrike | 3 - 1 | Sverige | 25–21, 25–16, 22–25, 25–15 |

## Slutplaceringar
| Placering | Lag       | Trupp |
| --------- | --------- | --- |
|           | Frankrike | 1 Cazaute, 3 Giardino, 4 Bauer, 9 Stojiljković, 11 Gicquel, 15 Sylves, 21 Elouga, 23 Olinga-Andela, 63 Respaut, 75 Diouf, 88 Rotar, 91 Bah, 98 Haewegene, 99 Gelin, Tränare: Rousseaux                                                               |
|           | Sverige   | 1 Arrestad, 3 L. Andersson, 4 Wasserfaller, 9 R. Lazić, 10 I. Haak, 11 A. Lazić, 12 Gustafsson, 13 Brink, 16 V. Andersson, 17 A. Haak, 18 Nilsson, 21 Larsson, 25 E. Andersson, 27 Lindberg, Tränare: Hakala                                         |
|           | Colombia  | 3 Segovia, 4 Pascua, 5 Olaya, 6 Carabali, 7 Renteria, 9 Ospino, 10 Toro, 13 Gómez, 14 Velásquez, 15 Marín, 16 Rangel, 19 Martínez, 20 Coneo, 23 Murillo, Tränare: Rizola                                                                             |
| 4.        | Ukraina   | 1 Milenko, 2 Meljusjkyna, 4 Lutsenko, 6 Njemtseva, 7 Dorsman, 9 Olijnyk, 14 Sjarhorodska, 16 Majevska, 17 Chober, 19 Dantjak, 23 Dymar, 24 Krajduba, 26 Kotar, 29 Kodola, Tränare: Petkov                                                            |
| 5.        | Mexiko    | 1 Martínez, 3 Cantu, 4 Rodriguez, 5 Rangel, 6 Castro, 9 Vela, 10 Sillier, 11 Urías, 12 Landeros, 13 Laborda-Echevarría, 15 Rivera, 20 Topete, 22 Elicerio, 25 Flores, Tränare: Negro                                                                 |
| 6.        | Kenya     | 2 Oluoch, 4 Kasaya, 5 Chepchumba, 6 Barasa, 7 Nekesa, 8 Atuka, 11 Simiyu, 13 Namutira, 14 Moim, 15 Kaei, 16 Kundu, 17 Magoi, 18 Siangu, 19 Mukuvilani, Tränare: de Moura                                                                             |
| 7.        | Kroatien  | 1 Antunović, 2 Mihaljević, 3 Strunjak, 4 Butigan, 6 Deak, 7 Miloš, 9 Mlinar, 10 Karatović, 11 Strize, 12 Marković, 14 Šamadan, 16 Đapić, 19 Štimac, 22 Freund, Tränare: Akbaş                                                                        |
| 8.        | Vietnam   | 3 Thị Thanh Thúy, 6 Thị Kim Liên, 8 Thị Nguyệt Anh, 9 Thị Bích Thủy, 11 Thị Kiều Trinh, 12 Khánh Đang, 14 Thị Kim Thoa, 15 Thị Trinh, 16 Thị Như Quỳnh, 17 Thị Xuân, 19 Thị Lâm Oanh, 20 Tú Linh, 22 Thị Luyến, 23 Thị Trà Giang, Tränare: Tuấn Kiệt |

     Uppflyttad till Volleyball Nations League 2024